# Woodston (Anglia)
Woodston – dzielnica miasta Peterborough w Anglii, w hrabstwie Cambridgeshire, w dystrykcie (unitary authority) Peterborough. Leży 2 km od centrum miasta Peterborough. W 1951 roku civil parish liczyła 2800 mieszkańców.

## Etymologia
Źródło:

Nazwa miejscowości na przestrzeni wieków:
- X w. – Wudestun
- XI w. – Wodestun
- XIII w. – Wudeston